# Aïn El Melh
Ain El Melh là một đô thị thuộc tỉnh Msila, Algérie. Dân số thời điểm năm 2002 là 23.272 người.